# اینترنت اکسپلورر ۲
مایکروسافت اینترنت اکسپلورر ۲ (به انگلیسی: Microsoft Internet Explorer 2) (به اختصار IE2) یک مرورگر وب گرافیکی که در ۲۲ نوامبر ۱۹۹۵ برای ویندوز ۹۵ و ویندوز ان‌تی و در آوریل ۱۹۹۶ برای اپل مکینتاش و ویندوز ۳.۱ توسط مایکروسافت منتشر شد.
نسخه ۲ شامل ۱۲ زبان با احتساب زبان انگلیسی بود، اما این تعداد به ۲۴ زبان برای ویندوز ۹۵، ۲۰ زبان برای ویندوز ۳.۱ و ۹ زبان برای مکینتاش تغییر کرد.

## ویژگی‌ها
اینترنت اکسپلورر ۲ شامل قابلیت‌های جدید و بهبود برخی ویژگی‌های زمان خود بود. برخی از ویژگی‌ها به سرعت همه گیر شدند (مانند کوکی‌ها) و برخی دیگر منسوخ شدند.
- امنیت لایه انتقال (SSL)
- کوکی‌ها
- زبان شبیه ساز واقعیت مجازی
- ادغام کلاینت ایمیل و اخبار
  - پشتیبانی از POP و SMTP
  - گروه خبری (nntp)
  - غلط‌یاب املایی
  - مدیریت خودکار ایمیل (فیلتر)
  - MIME
  - MAPI
- پشتیبانی از جاوااسکریپت
- اچ تی ام‌ال 3
  - جداول اچ تی ام‌ال
  - پشتیبانی از عناصر فریم اچ تی ام‌ال
  - تگ‌های غیراستاندارد مانند background-sounds و text-font-tag
- آراس‌ای
- PPP
- پشتیبانی از کشیدن و رها کردن با استفاده از تکنولوژی OLE
- دریافت بوکمارک از نت‌اسکیپ